# (15626) 2000 HR50
2000 إتش أر 50 (ويعرف أيضًا باسم (15626) 2000 إتش أر 50 وفق تسمية الكوكب الصغير) (بالإنجليزية: 2000 HR50)‏ هو كويكب ضمن حزام الكويكبات؛ وترتيبه 15626 من حيث الاكتشاف.
اكتُشف هذا الجُرم الفلكي بواسطة بحث لنكولن عن الكويكبات القريبة من الأرض في 29 أبريل 2000.

## وصلات خارجية
- (15626) 2000 HR50 في قاعدة بيانات مختبر الدفع النفاث لأجرام النظام الشمسي الصغيرة

- الاكتشاف · مخطط المدار ·  العناصر المدارية · المعلمات المادية

- (15626) 2000 HR50 على موقع ويكي سكاي: DSS2, SDSS, GALEX, IRAS, Hydrogen α, X-Ray, Astrophoto, Sky Map, Articles and images